# 范仕义
范仕义，云南保山人，清朝地方官员。
范仕义曾于1826年接替王坤任宝山县知县一职，1826年由陈玉成接任。